# Gare de Neuville-sur-Sarthe
Gare de Neuville-sur-Sarthe vasútállomás Franciaországban, Neuville-sur-Sarthe településen.

## Vasútvonalak
Az állomást az alábbi vasútvonalak érintik:
- Le Mans–Mézidon-vasútvonal

## Kapcsolódó állomások
A vasútállomáshoz az alábbi állomások vannak a legközelebb:
- Le Mans Hôpital-Université
- Gare de La Guierche